# Rio Claro (São Paulo)
Rio Claro é um município brasileiro do interior do estado de São Paulo. Faz parte da Região Geográfica Imediata de Rio Claro que, por sua vez, integra a Região Geográfica Intermediária de Campinas. Está a 85 km do Aeroporto Internacional de Viracopos em Campinas e a 173 km da capital São Paulo. Com uma população de 201 418 habitantes, estimada pelo IBGE em 2022, ocupa uma área total de 498,422 km². É o 34.º município brasileiro com o melhor IDH e 105.º município com o melhor PIB do país. O município é formado pela sede, pelos distritos de Ajapi e Assistência, e pelos povoados de Batovi e Ferraz.

## Topônimo
A cidade foi fundada com o nome de "São João Batista de Rio Claro", por Decreto Imperial, em 9 de dezembro de 1830. Emancipado com a denominação de São João do Rio Claro, pela Lei Provincial n.º 44, de 30 de abril de 1857. Pela Lei Estadual n.º 975, de 20 de dezembro de 1905, sua denominação foi alterada de São João do Rio Claro para Rio Claro.

## História
A região de Rio Claro era habitada pelo homem desde, no mínimo, 11 000 AP. Os primeiros habitantes ocuparam as regiões próximas aos rios Passa-Cinco, Cabeça e Corumbataí e seus afluentes — em terraços fluviais ou em elevações. Fabricavam artefatos líticos para a caça e provavelmente ocuparam intensivamente a região.
Em aproximadamente 1 000 AP, os antigos povos foram substituídos pelos tupis-guaranis, semi-sedentários, que os portugueses encontraram posteriormente disseminados ao longo da costa ao chegarem no Brasil no início do século XVI. Na região de Rio Claro, eles habitavam as áreas próximas aos atuais centros de população (vilas e cidades), coincidindo com eles em alguns casos. Os tupis-guaranis de Rio Claro estariam possivelmente associados etnologicamente aos Guaranis-Kaiowás. É possível, inclusive, que eles tenham disputado territórios na região de Rio Claro com povos de outras culturas, como povos etnologicamente associados aos Jê Meredionais, possivelmente aos Kaingangs.

### Colonização
Após a chegada dos portugueses no Brasil, as expedições dos séculos XVI, XVII e XVIII para o interior do futuro estado de São Paulo trouxeram muitos problemas para a população indígena residente. Muitos indígenas eram mortos, escravizados para o trabalho nas lavouras, ou assimilados via cooperação com os europeus ou via catequização. Já os resistentes migravam paulatinamente para o interior, deixando as áreas anteriormente ocupadas para buscar refúgio nas regiões inexplorados pelos europeus, além daquela de Rio Claro. Em princípios do século XVIII, a população europeizada da Capitania de São Vicente não ultrapassava os 50 000 e se organizava em vilas relativamente próximas ao litoral. Enquanto isso, no interior, pioneiros se arriscavam a viver nos sertões, longe da opressão do domínio colonial e das distinções e de privilégios sociais que os tinham reprimidos em sua antiga pátria. O interior era também escolhido por juízes para exilar criminosos e por escravos para suas fugas.

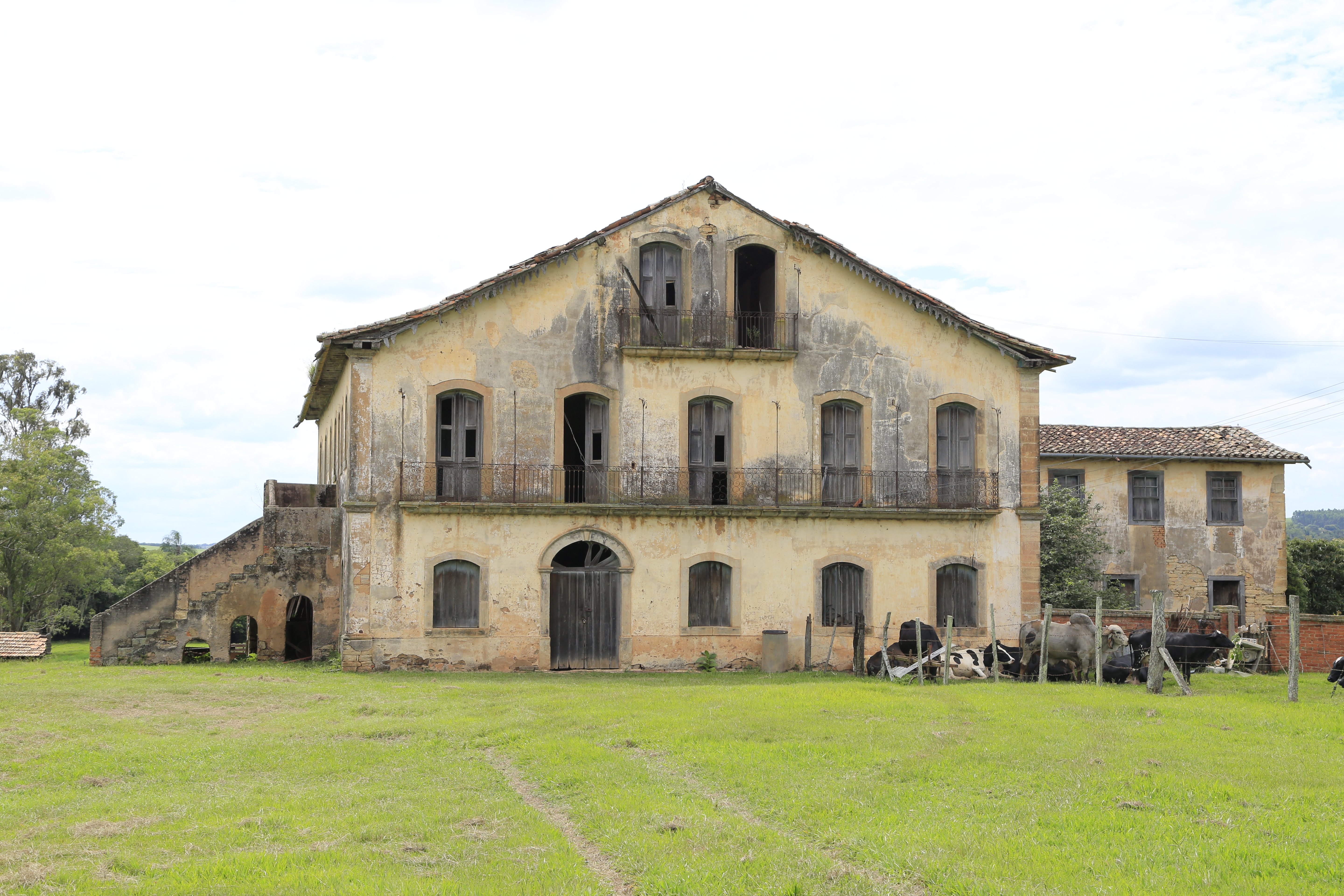
Fazenda Grão Mogol, de Guálter Martins Pereira

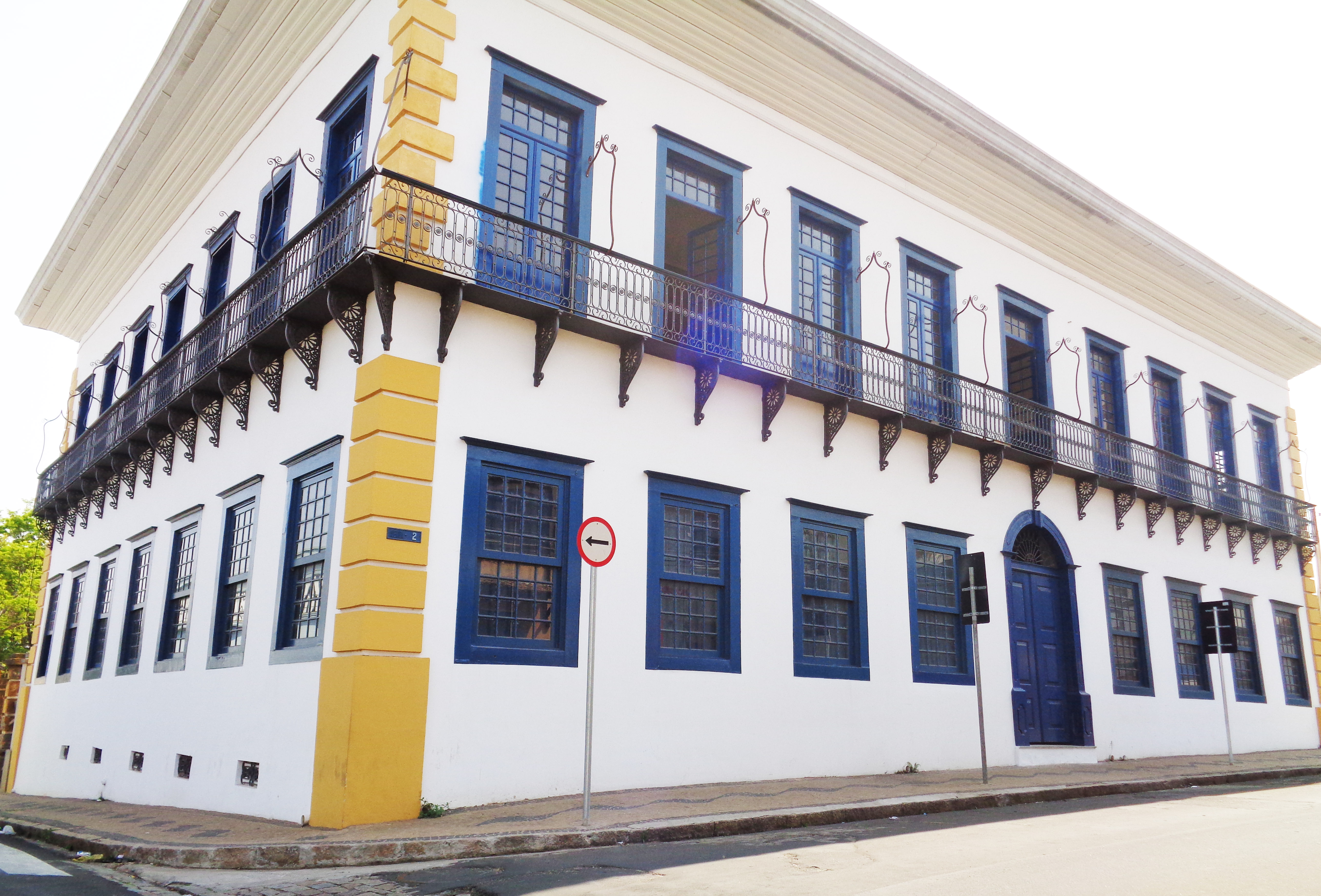
Sobrado do Barão de Dourados, atual Museu Histórico Pedagógico Amador Bueno da Veiga

Em 1718, a descoberta de ouro no Mato Grosso acelerou o processo de ocupação do interior da capitania de São Paulo e, particularmente, da região de Rio Claro. Moradores de várias vilas, fascinados pelo "Eldorado" de Cuiabá, procuraram uma rota alternativa à do rio Tietê, evitando assim o risco das "febres dos pântanos". Em 1723, a cargo de abrir um caminho oficial a Cuiabá, o governador da Capitania de São Paulo, Rodrigo César de Meneses, enviou o sargento-mor Luiz Pedroso de Barros, que concluiu com sucesso sua missão em 1724.
Seria natural se imaginar que no caminho — conhecido como "Picadão de Cuiabá", houvesse uma parada para que os condutores de mulas pudessem descansar antes das cuestas do Planalto Ocidental paulista. A parada de Ribeirão Claro provavelmente não passava inicialmente de um abrigo coberto de folhas à beira do Córrego da Servidão, mas foi o suficiente para, no decorrer dos anos, formar um núcleo de comerciantes de suprimentos para os tropeiros que se tornaria o futuro povoado.

### Século XIX
Em 1817, iniciaram-se as concessões de sesmarias do atual município. Com a chegada de grandes fazendeiros, foram trazidos para a região razoável número de africanos e afro-brasileiros, na condição de escravos. A origem desses homens e mulheres com o tempo foi se perdendo, mas no recenseamento de 1822, 81% dos 344 africanos de Rio Claro eram originários de locais sob domínio português, como Reino do Congo, Cabinda, Benguela e Moçambique.
Em 1823, foi celebrada a primeira missa da região numa capela da fazenda Costa Alves,[carece de fontes?] próxima à atual estrada entre Rio Claro e o distrito de Ajapi. Algum tempo depois, seria construída uma capela para atender à população do povoado às margens do Córrego da Servidão, no local onde hoje é o Espaço Livre do bairro Santa Cruz e que inicialmente era a parada dos tropeiros. Em 1827, o povoado é elevado à condição de Capela Curada, e a antiga capela dá lugar à Paróquia Matriz São João Batista, que seria finalizada em 1828. Em 9 de dezembro de 1830 o povoado seria elevado à categoria de Freguesia com o nome de São João Batista de Rio Claro e, em 7 de março de 1845 seria emancipado, tornando-se o município de São João do Rio Claro.

### Formação territorial-administrativa
Histórico da formação do município:

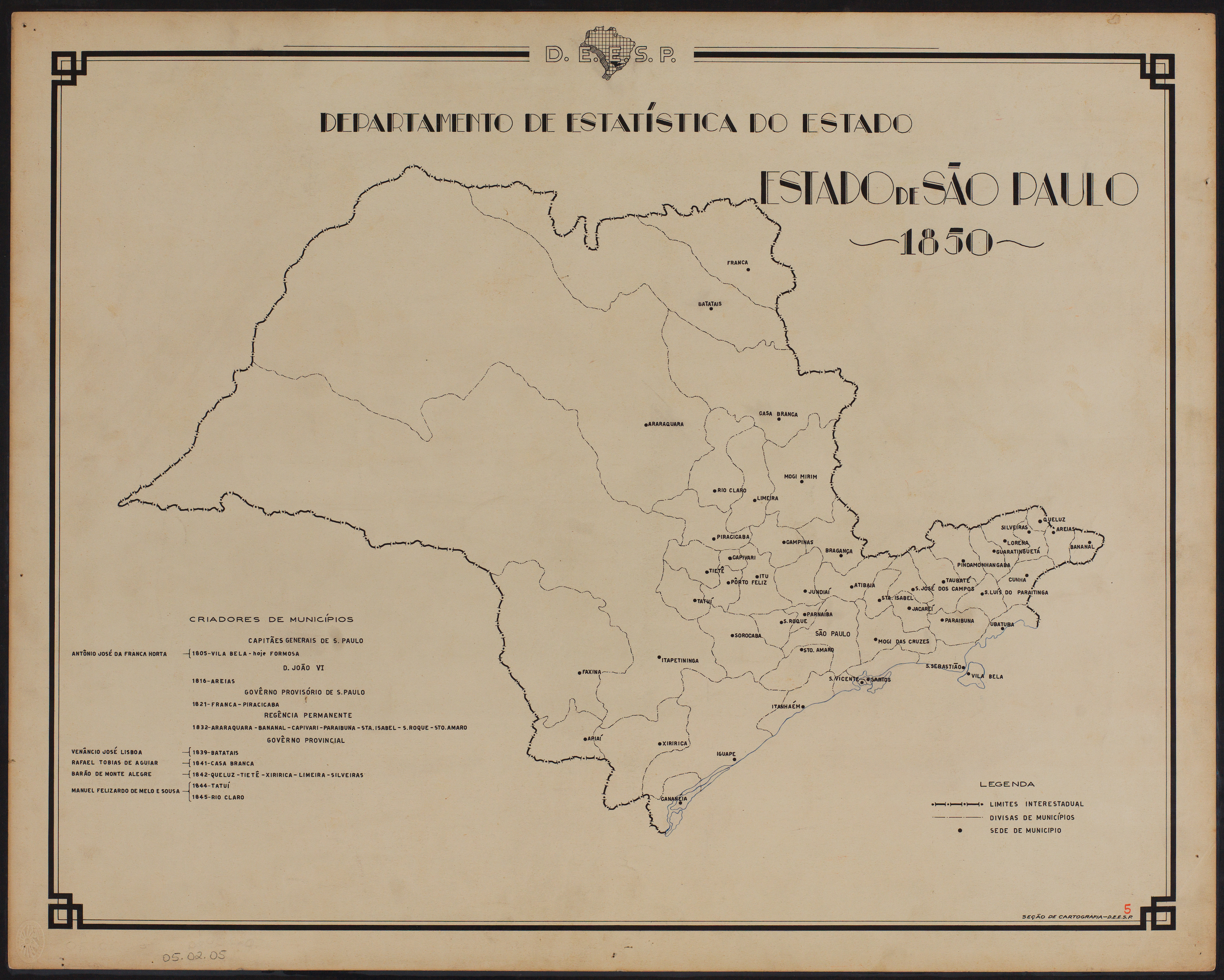
Estado de São Paulo (1850).

- Capela curada de São João Batista de Rio Claro criada em 10/06/1827.
- Freguesia criada no município de Piracicaba por Decreto Imperial de 09/12/1830.
- Freguesia transferida para o município de Limeira pela Lei nº 25, de 08/03/1842.
- Vila criada pela Lei nº 13, de 07/03/1845, desmembrando-se do município de Limeira e anexando territórios do município de Mogi Mirim.
- Recebe foros de cidade pela Lei nº 44, de 30/04/1857.
- Denominação alterada para Rio Claro pela Lei nº 975, de 20/12/1905.

## Geografia
Rio Claro se localiza na região Centro-Leste do Estado de São Paulo. Situa-se a 22º24′39” de latitude sul e 47º33′39” de longitude oeste, a 173 km da capital São Paulo. Ocupa uma área total de 498,422 km².
Limita-se com Corumbataí ao norte; Leme a nordeste; Araras a leste; Santa Gertrudes a sudeste; Iracemápolis e Piracicaba ao sul; Ipeúna a oeste; e Itirapina a noroeste. Compõe a microrregião de Rio Claro, a mesorregião de Piracicaba e é formado por três distritos: Rio Claro (distrito-sede), Ajapi e Assistência.

### Vegetação e áreas verdes

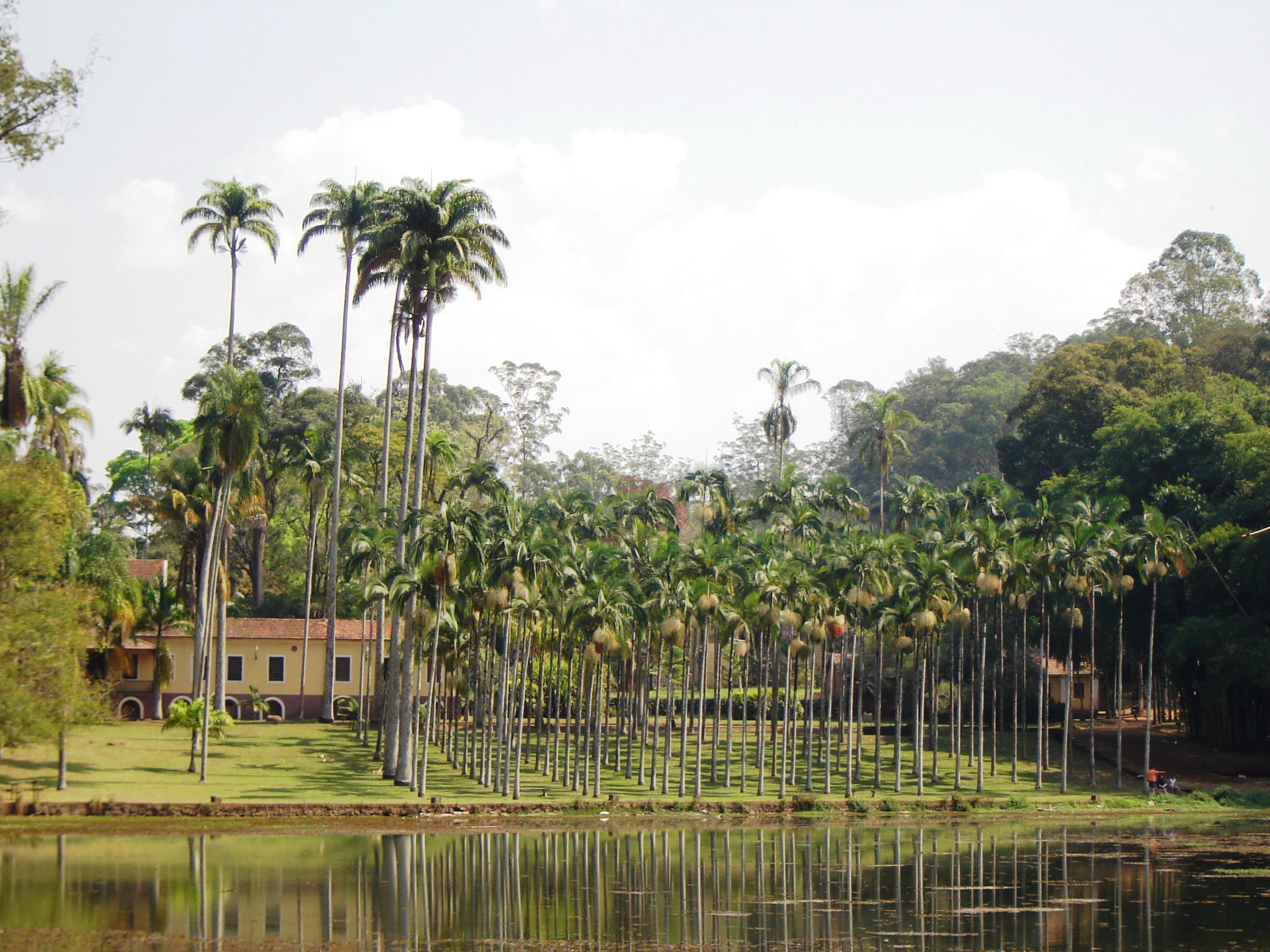
Floresta Estadual Edmundo Navarro de Andrade

A vegetação natural do município é predominantemente formada por floresta estacional semidecidual. Há também focos de cerrado, cerradão e floresta paludosa. A vegetação natural ocupa 3,7% da área total do município, enquanto as áreas de reflorestamento, 7,3%.
O Horto Florestal de Rio Claro foi criado em 1909. Edmundo Navarro de Andrade teve sua residência no Horto, fazendo do local centro de diversas pesquisas sobre o eucalipto, onde foram arquivados os resultados de seus trabalhos, dando origem ao Museu do Eucalipto em 1916. A partir de 2002, pelo Decreto Estadual nº 46.819, o antigo Horto Florestal de Rio Claro foi classificado na categoria de Floresta, que visa o manejo sustentável dos recursos, a pesquisa e a visitação pública, tornando-se a Floresta Estadual Edmundo Navarro de Andrade (FEENA). É considerado como o maior ponto turístico da região. Um pool de projetos para exploração do parque, vem sendo desenvolvido pela associação denominada "Amigos do Horto". Através da restauração de museus, instalações e remodelação das áreas verdes para exploração do turismo ecológico. Seu acesso, é pavimentado e sua área verde impõe respeito e grandiosidade.[carece de fontes?]
O Lago Azul, ocupando uma área de aproximadamente 130 mil m² e o lago, que é mais um ponto de atração, ocupa uma área de 35 600 m².[carece de fontes?]

### Hidrografia

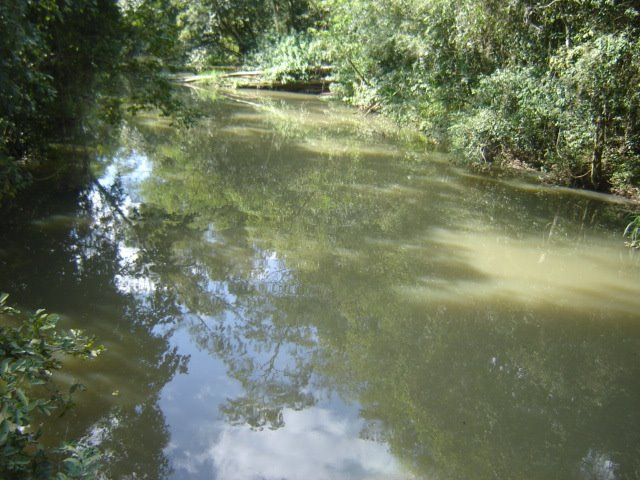
Ribeirão Claro

A principal calha de drenagem é a bacia do Corumbataí, que se encontra dentro dos limites da Unidade de Gerenciamento de Recursos Hídricos 5 (Piracicaba, Capivari, Jundiaí). Nela estão presentes as 17 microbacias hidrográficas do município: Alto Ribeirão Claro, Alto Corumbataí, Médio Corumbataí, Jacutinga, Assistência, Baixo Ribeirão Claro, Ibitinga, Sapezeiro, Cachoeirinha, Servidão, Alto Cabeça, Campo do Cocho, Baixo Corumbataí, Baixo Cabeça, Médio Cabeça, Baixo Passa-Cinco e Rio Jacu. O principal rio que banha o território é o Corumbataí, seguido por seu maior afluente — o Passa-Cinco.

### Geologia

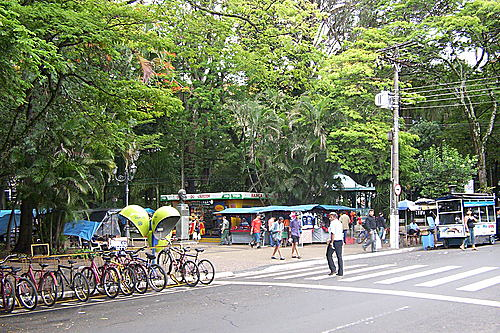
Jardim Público de Rio Claro

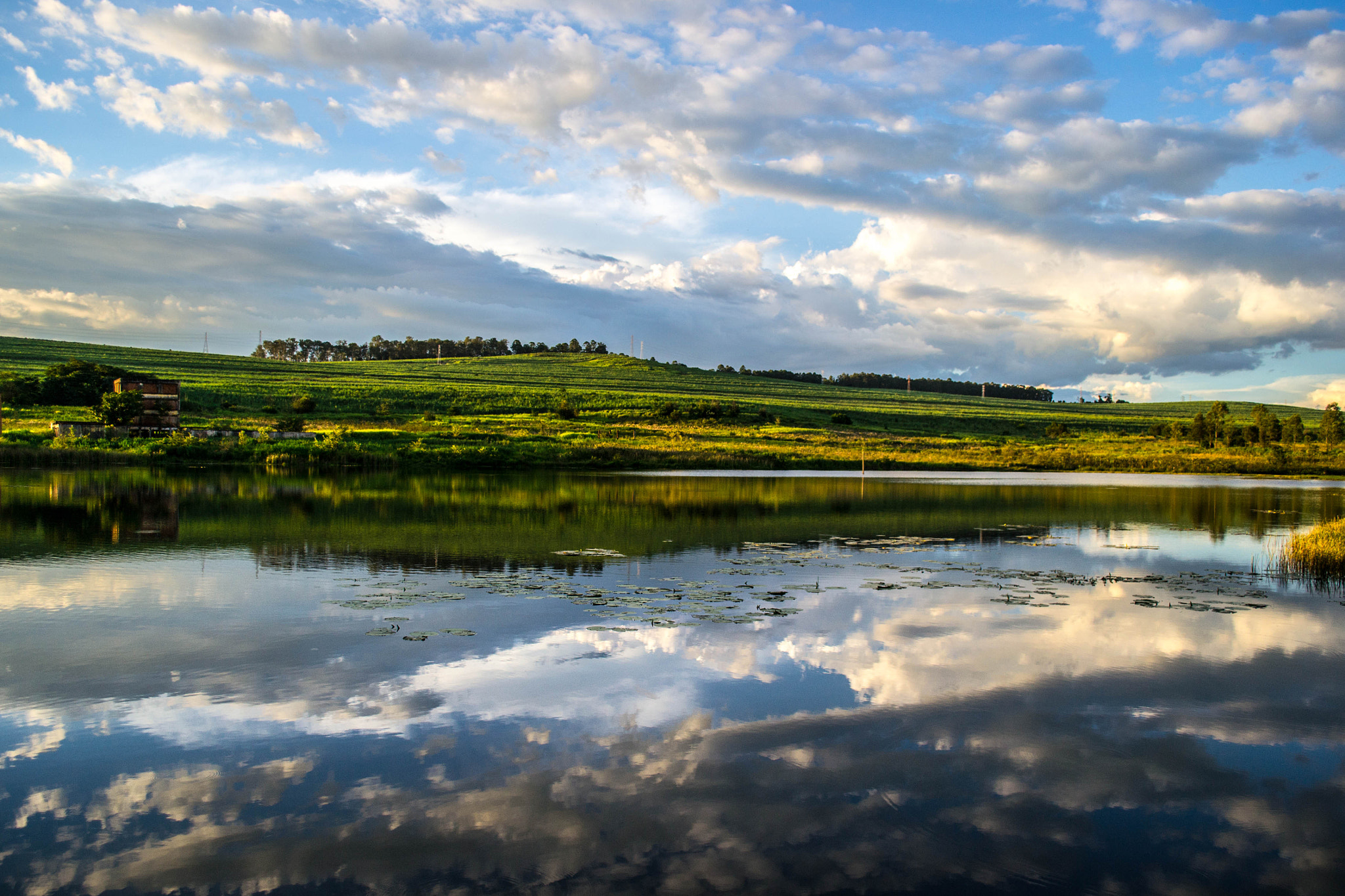
Lago no meio de canavial em Rio Claro

Rio Claro se encontra no setor paulista do flanco nordeste da Bacia Sedimentar do Paraná: uma área de rochas sedimentares e vulcânicas das seguintes formações:
- Paleozoico: Grupo Itararé; Formação Tatuí e Grupo Passa Dois (formações Irati e Corumbataí);
- Mesozoico: Formação Piramboia, Grupo São Bento (formações Botucatu e Serra Geral);
- Cenozoico: Formação Rio Claro e depósitos

Geomorfologicamente, o município está situado na Depressão Periférica Paulista, na Zona do Médio Tietê. Em seu relevo há o predomínio de colinas baixas, formas suavizadas separadas por vales jovens, sem planícies aluviais importantes. A altitude média do município é 617 m do nível do mar, com elevações entre 602 m e 628 m, prioritariamente. As áreas de maior altitude estão localizadas na região nordeste do município e as de menor circundam os cursos d'água, em especial o Rio Corumbataí.
Quanto aos solos, em Rio Claro há a presença das classes:
- Argissolos Vermelho-Amarelos (67,9% da área município): solos que apresentam algumas limitações agrícolas que estão condicionadas à baixa fertilidade, acidez, teores elevados de alumínio e a suscetibilidade aos processos erosivos, principalmente quando ocorrem em relevos mais movimentados.
- Latossolos Vermelhos (21,3%) e Latossolos Vermelhos-Amarelos (6,9%): de alto potencial, devido às boas condições físicas do solo e ao relevo suave característico. Contudo, para uma fertilidade adequada, é necessário corrigir sua acidez e adubá-los. Normalmente, são resistentes a processos erosivos, mas o uso intensivo de mecanização pode levar à sua compactação.
- Neossolos Litólicos (3,9%): solos que são encontrados na porção nordeste (com a presença de siltitos e argilitos da Formação Corumbataí) e na área sul (com a Formação Irati e as intrusões de diabásio), além das áreas de maior relevo. Em Rio Claro, são distróficos, apresentando baixa fertilidade natural. Demandam, portanto, uso mais intenso de adubação e de calagem.

### Clima
O clima no município é classificado como tropical de altitude, ou Cwa, de acordo com a classificação de Köppen-Geiger. A temperatura média é de 20,3°C e a pluviosidade média anual é 1 294 mm. O verão é quente e chuvoso, com temperaturas em janeiro ultrapassando a máxima média de 28,2°C e 239 mm de precipitações. O inverno é mais frio e mais seco, com mínimas médias em julho chegando a 9,8°C e 21 mm de precipitações. Julho é também, ao lado de agosto, o mês com maior amplitude térmica — a máxima média é do mês é de 23,1°C.
| Dados climatológicos para Rio Claro | Dados climatológicos para Rio Claro | Dados climatológicos para Rio Claro | Dados climatológicos para Rio Claro | Dados climatológicos para Rio Claro | Dados climatológicos para Rio Claro | Dados climatológicos para Rio Claro | Dados climatológicos para Rio Claro | Dados climatológicos para Rio Claro | Dados climatológicos para Rio Claro | Dados climatológicos para Rio Claro | Dados climatológicos para Rio Claro | Dados climatológicos para Rio Claro | Dados climatológicos para Rio Claro |
| Mês                                 | Jan                                 | Fev                                 | Mar                                 | Abr                                 | Mai                                 | Jun                                 | Jul                                 | Ago                                 | Set                                 | Out                                 | Nov                                 | Dez                                 | Ano                                 |
| ----------------------------------- | ----------------------------------- | ----------------------------------- | ----------------------------------- | ----------------------------------- | ----------------------------------- | ----------------------------------- | ----------------------------------- | ----------------------------------- | ----------------------------------- | ----------------------------------- | ----------------------------------- | ----------------------------------- | ----------------------------------- |
| Temperatura máxima média (°C)       | 28,2                                | 28                                  | 27,9                                | 26,6                                | 24,4                                | 22,8                                | 23,1                                | 24,5                                | 25,7                                | 26,6                                | 27,2                                | 28                                  | 26,1                                |
| Temperatura média (°C)              | 23                                  | 22,8                                | 22,6                                | 20,9                                | 18,3                                | 16,5                                | 16,4                                | 17,8                                | 19,5                                | 20,9                                | 21,8                                | 22,5                                | 20,3                                |
| Temperatura mínima média (°C)       | 17,8                                | 17,7                                | 17,3                                | 15,2                                | 12,2                                | 10,2                                | 9,8                                 | 11,2                                | 13,3                                | 15,3                                | 16,5                                | 17,1                                | 14,5                                |
| Precipitação (mm)                   | 239                                 | 211                                 | 150                                 | 49                                  | 45                                  | 33                                  | 21                                  | 25                                  | 53                                  | 125                                 | 141                                 | 202                                 | 1 294                               |
| Fonte: Climate-Data.org             |                                     |                                     |                                     |                                     |                                     |                                     |                                     |                                     |                                     |                                     |                                     |                                     |                                     |

| Dados climatológicos para Rio Claro (Ajapi) | Dados climatológicos para Rio Claro (Ajapi) | Dados climatológicos para Rio Claro (Ajapi) | Dados climatológicos para Rio Claro (Ajapi) | Dados climatológicos para Rio Claro (Ajapi) | Dados climatológicos para Rio Claro (Ajapi) | Dados climatológicos para Rio Claro (Ajapi) | Dados climatológicos para Rio Claro (Ajapi) | Dados climatológicos para Rio Claro (Ajapi) | Dados climatológicos para Rio Claro (Ajapi) | Dados climatológicos para Rio Claro (Ajapi) | Dados climatológicos para Rio Claro (Ajapi) | Dados climatológicos para Rio Claro (Ajapi) | Dados climatológicos para Rio Claro (Ajapi) |
| Mês                                         | Jan                                         | Fev                                         | Mar                                         | Abr                                         | Mai                                         | Jun                                         | Jul                                         | Ago                                         | Set                                         | Out                                         | Nov                                         | Dez                                         | Ano                                         |
| ------------------------------------------- | ------------------------------------------- | ------------------------------------------- | ------------------------------------------- | ------------------------------------------- | ------------------------------------------- | ------------------------------------------- | ------------------------------------------- | ------------------------------------------- | ------------------------------------------- | ------------------------------------------- | ------------------------------------------- | ------------------------------------------- | ------------------------------------------- |
| Temperatura máxima média (°C)               | 27,8                                        | 27,8                                        | 27,5                                        | 26,2                                        | 24                                          | 22,6                                        | 22,9                                        | 24,3                                        | 25,4                                        | 26,4                                        | 26,8                                        | 27,5                                        | 25,8                                        |
| Temperatura média (°C)                      | 22,6                                        | 22,6                                        | 22,2                                        | 20,5                                        | 17,9                                        | 16,3                                        | 16,3                                        | 17,7                                        | 19,2                                        | 20,8                                        | 21,6                                        | 22,1                                        | 20                                          |
| Temperatura mínima média (°C)               | 17,5                                        | 17,4                                        | 16,9                                        | 14,8                                        | 11,9                                        | 10,1                                        | 9,7                                         | 11,2                                        | 13,1                                        | 15,2                                        | 16,5                                        | 16,8                                        | 14,3                                        |
| Precipitação (mm)                           | 249                                         | 214                                         | 150                                         | 49                                          | 44                                          | 36                                          | 21                                          | 25                                          | 52                                          | 124                                         | 150                                         | 206                                         | 1 320                                       |
| Fonte: Climate-Data.org                     |                                             |                                             |                                             |                                             |                                             |                                             |                                             |                                             |                                             |                                             |                                             |                                             |                                             |

| Dados climatológicos para Rio Claro (Assistência) | Dados climatológicos para Rio Claro (Assistência) | Dados climatológicos para Rio Claro (Assistência) | Dados climatológicos para Rio Claro (Assistência) | Dados climatológicos para Rio Claro (Assistência) | Dados climatológicos para Rio Claro (Assistência) | Dados climatológicos para Rio Claro (Assistência) | Dados climatológicos para Rio Claro (Assistência) | Dados climatológicos para Rio Claro (Assistência) | Dados climatológicos para Rio Claro (Assistência) | Dados climatológicos para Rio Claro (Assistência) | Dados climatológicos para Rio Claro (Assistência) | Dados climatológicos para Rio Claro (Assistência) | Dados climatológicos para Rio Claro (Assistência) |
| Mês                                               | Jan                                               | Fev                                               | Mar                                               | Abr                                               | Mai                                               | Jun                                               | Jul                                               | Ago                                               | Set                                               | Out                                               | Nov                                               | Dez                                               | Ano                                               |
| ------------------------------------------------- | ------------------------------------------------- | ------------------------------------------------- | ------------------------------------------------- | ------------------------------------------------- | ------------------------------------------------- | ------------------------------------------------- | ------------------------------------------------- | ------------------------------------------------- | ------------------------------------------------- | ------------------------------------------------- | ------------------------------------------------- | ------------------------------------------------- | ------------------------------------------------- |
| Temperatura máxima média (°C)                     | 28,7                                              | 28,4                                              | 28,3                                              | 27                                                | 24,7                                              | 23,2                                              | 23,3                                              | 24,9                                              | 26                                                | 27                                                | 27,7                                              | 28,4                                              | 26,5                                              |
| Temperatura média (°C)                            | 23,4                                              | 23,2                                              | 22,9                                              | 21,3                                              | 18,6                                              | 16,9                                              | 16,6                                              | 18,2                                              | 19,7                                              | 21,3                                              | 22,2                                              | 22,9                                              | 20,6                                              |
| Temperatura mínima média (°C)                     | 18,2                                              | 18,1                                              | 17,6                                              | 15,6                                              | 12,6                                              | 10,1                                              | 10                                                | 11,5                                              | 13,5                                              | 15,6                                              | 16,8                                              | 17,5                                              | 14,8                                              |
| Precipitação (mm)                                 | 243                                               | 209                                               | 148                                               | 52                                                | 44                                                | 35                                                | 22                                                | 26                                                | 54                                                | 125                                               | 139                                               | 199                                               | 1 296                                             |
| Fonte: Climate-Data.org                           |                                                   |                                                   |                                                   |                                                   |                                                   |                                                   |                                                   |                                                   |                                                   |                                                   |                                                   |                                                   |                                                   |

## Demografia

### Dados demográficos
- População (2022): 201 418[2]
- Densidade demográfica (hab./km²): 404,11 (2022)

### Composição étnica
| Cor ou raça | Percentual |
| ----------- | ---------- |
| Branca      | 75,00%     |
| Parda       | 19,94%     |
| Negra       | 4,43%      |
| Amarela     | 0,50%      |
| Indígena    | 0,12%      |

Fonte: IBGE - Censo Demográfico 2010

## Política e administração
| Nº | Nome                             | Início do mandato | Fim do mandato   |
| -- | -------------------------------- | ----------------- | ---------------- |
| 1  | José Jacynto de Moraes           | 15 Janeiro 1908   | 14 Agosto 1910   |
| 2  | Estevam Ferraz de Toledo         | 15 Agosto 1910    | 14 Janeiro 1911  |
| 3  | Major Ignácio de Mesquita Corrêa | 15 Janeiro 1911   | 04 Dezembro 1921 |
| 4  | Esperidião Prado                 | 05 Dezembro 1921  | 21 Dezembro 1921 |
| 5  | Irineu Torres Penteado           | 22 Dezembro 1921  | 28 Julho 1924    |

- Prefeito: Gustavo Perissinotto (2025–2028)
- Vice-prefeito: Maria do Carmo Guilherme (2025–2028)

### Subdivisões
- Lista de bairros de Rio Claro

## Economia

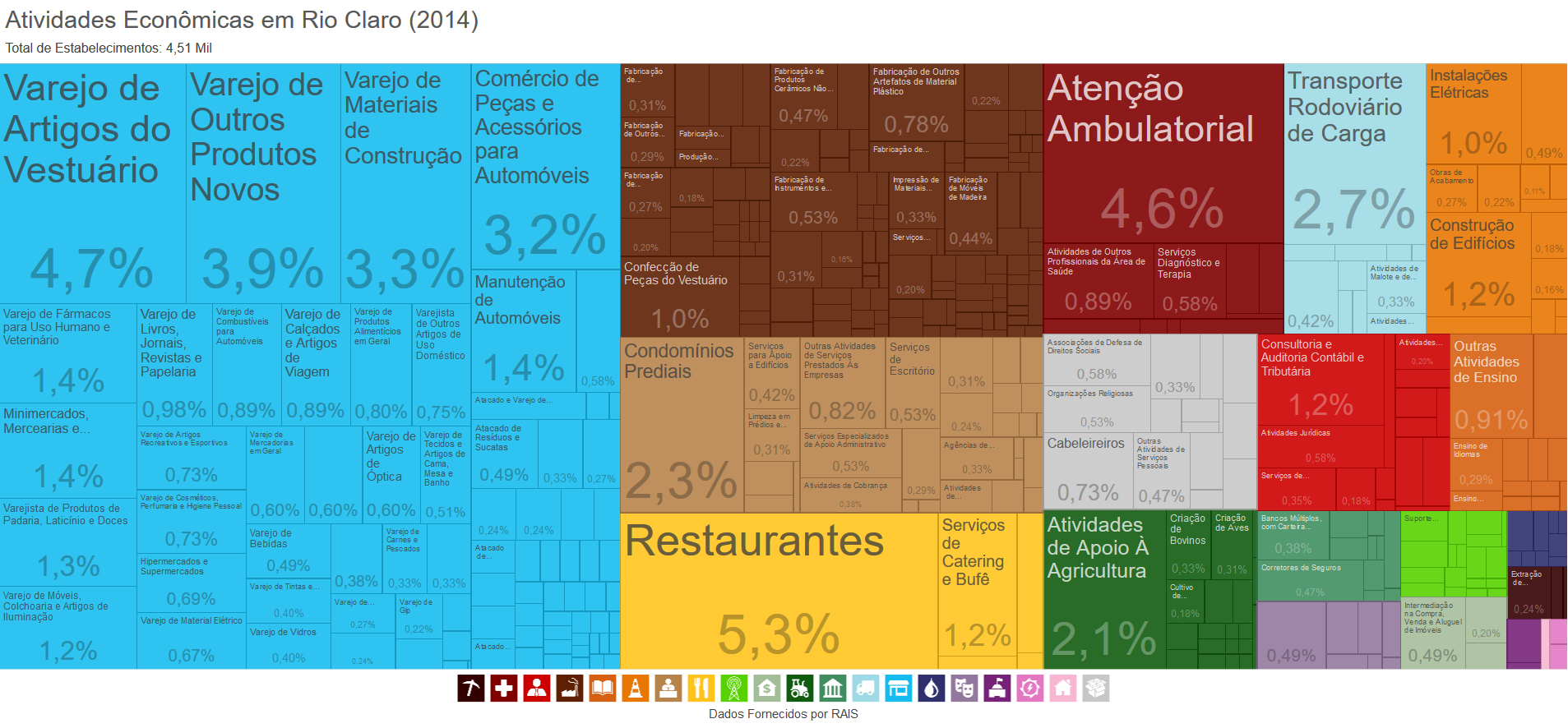
Atividades Econômicas em Rio Claro no ano de 2014 por total de estabelecimentos

O Produto Interno Bruto de Rio Claro é atualmente o maior dos municípios de sua microrregião e é o 105.º maior PIB dos municípios do Brasil, totalizando 9 418 391 mil reais em 2017. Naquele ano, o produto interno bruto per capita foi de 42 613,74 reais. O número de empresas atuantes era de 7 226 e o pessoal ocupado total era 74 654 pessoas. O salário médio mensal era aproximadamente 3 salários mínimos.
Quanto aos setores econômicos, a agropecuária é atualmente o menos relevante da economia de Rio Claro. De todo o produto interno bruto da cidade, 0,50% é sua participação no valor adicionado bruto. Segundo o Instituto Brasileiro de Geografia e Estatística, em 2014 as produções agrícolas de maior valor foram cana-de-açúcar (46,13%) e laranja (28,93%). Já na pecuária, os destaques eram os galináceos, com 991 345 cabeças, seguidos pelos rebanhos bovinos, com 16 668 cabeças.
A indústria é o segundo setor mais relevante para a economia do município (40,48%) e é fortemente influenciada pelo segmento de artigos cerâmicos — Rio Claro e as cidades de Santa Gertrudes, Limeira, Cordeirópolis, Ipeúna, Piracicaba e Araras formam o maior pólo cerâmico das Américas. Há presença também dos segmentos de fibras de vidro, tubos e conexões de PVC (Tigre), eletrodomésticos da linha branca (Whirlpool), produtos químicos leves, metalúrgicas e peças de autos (Torque), cabos e componentes eletrônicos para indústrias (Brascabos), balas e caramelos (Riclan), papelão ondulado e pardo compacto, estamparias, agro avícolas, nutrição de animais, bebidas (Indústrias Reunidas Tatuzinho Três Fazendas), artefatos de borrachas especiais e instrumentos médicos e aparelhos ortopédicos.
A principal fonte econômica, considerando-se o PIB do município, está centrada na prestação de serviços, com seus diversos segmentos de prestação de serviços privados (48,66%) e públicos (10,36%). O setor é diversificado, mas observa-se relativa concentração, considerando-se os estabelecimentos empregadores, no número de restaurantes, seguido do varejo de artigos de vestuário e de atenção ambulatorial.. Destaque para o Shopping Center Rio Claro, um importante centro comercial que ocupa uma área de 47 666m² (com área bruta locável de 15 430,70m²), e que possui lojas dos mais variados segmentos.

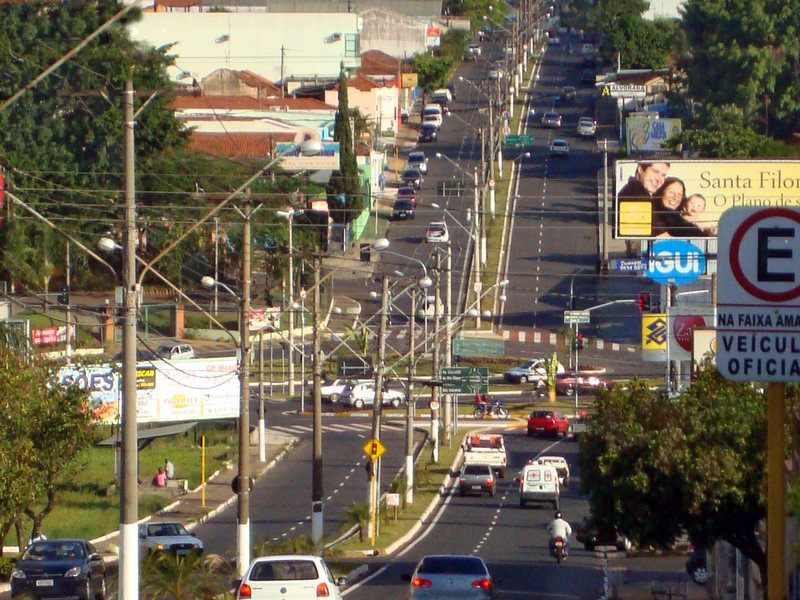
Rua 14, uma das principais vias expressas de Rio Claro

O número de trabalhadores empregados em Rio Claro entre 2002 e 2014, segundo o Ministério do Trabalho e Previdência Social, atingiu seu ápice em 2007 (68,8 mil), seguido por uma queda brusca em 2008 (53,6 mil). Em 2014, o número foi de 66,8 mil. Destes, 7,5% eram vendedores, 6,9% eram assistentes administrativos e 6,2% eram alimentadores de linhas de produção. A renda mensal média dos trabalhadores empregados era de, aproximadamente, 2 140,72 reais.
Em relação à balança comercial, as importações superam as exportações desde 2007. Em 2016, o valor das exportações foi 25,1 milhões de dólares contra 42,4 milhões de dólares em importações. Naquele ano, os produtos que mais contribuíram para o valor das exportações no município foram fibras de vidro (19%), artigos cerâmicos vidrados e não vidrados (13,3%) e amino-resinas (12%). Já para as importações contribuíram fortemente máquinas de lavar domésticas (21%), fios com isolamento (7,5%) e aparelhos ortopédicos (7,3%).
Para o incentivo à economia do município, Rio Claro possui um programa de incentivo fiscal para a instalação ou ampliação de empresas, o PRODERC, que possibilita, por exemplo, isenção total ou parcial do Imposto sobre Propriedade Predial e Territorial Urbana (IPTU); isenção total do preço público, referente à obtenção da licença para construção de obras particulares; isenção total ou parcial do Imposto Sobre Serviços de Qualquer Natureza (ISSQN); isenção da Taxa de Alvará de Utilização, bem como de todos os impostos e taxas para legalização da inscrição junto ao cadastro municipal; isenção total do Imposto sobre Transmissão de Bem Imóvel adquirido para fins exclusivos de acomodações e instalações operacionais da empresa. Além disso, a prefeitura pode fornecer equipamentos e mão-de-obra para serviços iniciais de terraplanagem da obra necessária à instalação ou ampliação de empresas participantes do programa.[carece de fontes?]
O Distrito Industrial de Rio Claro, criado na década de 1970, localiza-se na zona norte da cidade e é regulamentado por Legislação Municipal. Ocupa uma área total de 11 milhões m². O Distrito Industrial tem uma configuração que possibilita a instalação de grandes estruturas (lotes de aproximadamente 25 000 m²), bem como estruturas menores, em lotes que variam de 1 200 m² a 5 000 m².[carece de fontes?]

## Infraestrutura

### Comunicações
O sistema de telefones automáticos foi inaugurado na cidade em 1961 pela empresa Serviços Municipais de Telefones Automáticos (SMTA), administrada pela Companhia Telefônica Brasileira (CTB). Já o sistema de discagem direta à distância (DDD) foi implantado em 1975 pela Telecomunicações de São Paulo (TELESP) com o código de área (0195).
Na década de 90 o código DDD da cidade foi alterado para (019), para padronização do sistema telefônico com a telefonia celular que estava sendo implantada em todo o estado.

### Energia e transportes
Rio Claro foi o segundo município brasileiro a ter energia elétrica (o primeiro foi Campos dos Goytacazes) e foi pioneiro nos estudos a respeito da cultura de eucalipto no Brasil, realizados pelo engenheiro florestal Edmundo Navarro de Andrade, no Horto da Cia. Paulista de Estradas de Ferro, que existe até os dias de hoje.

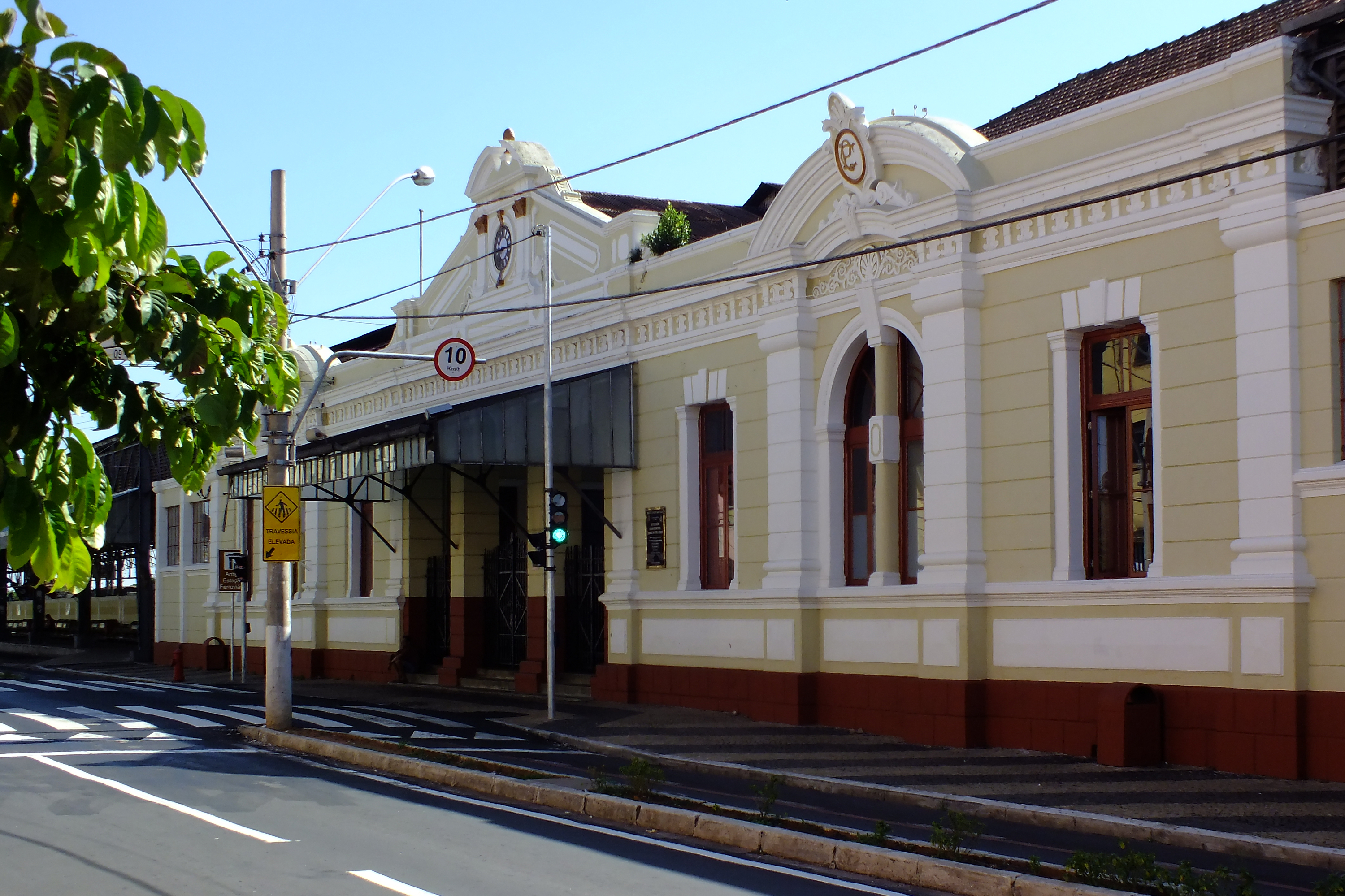
Estação Ferroviária de Rio Claro

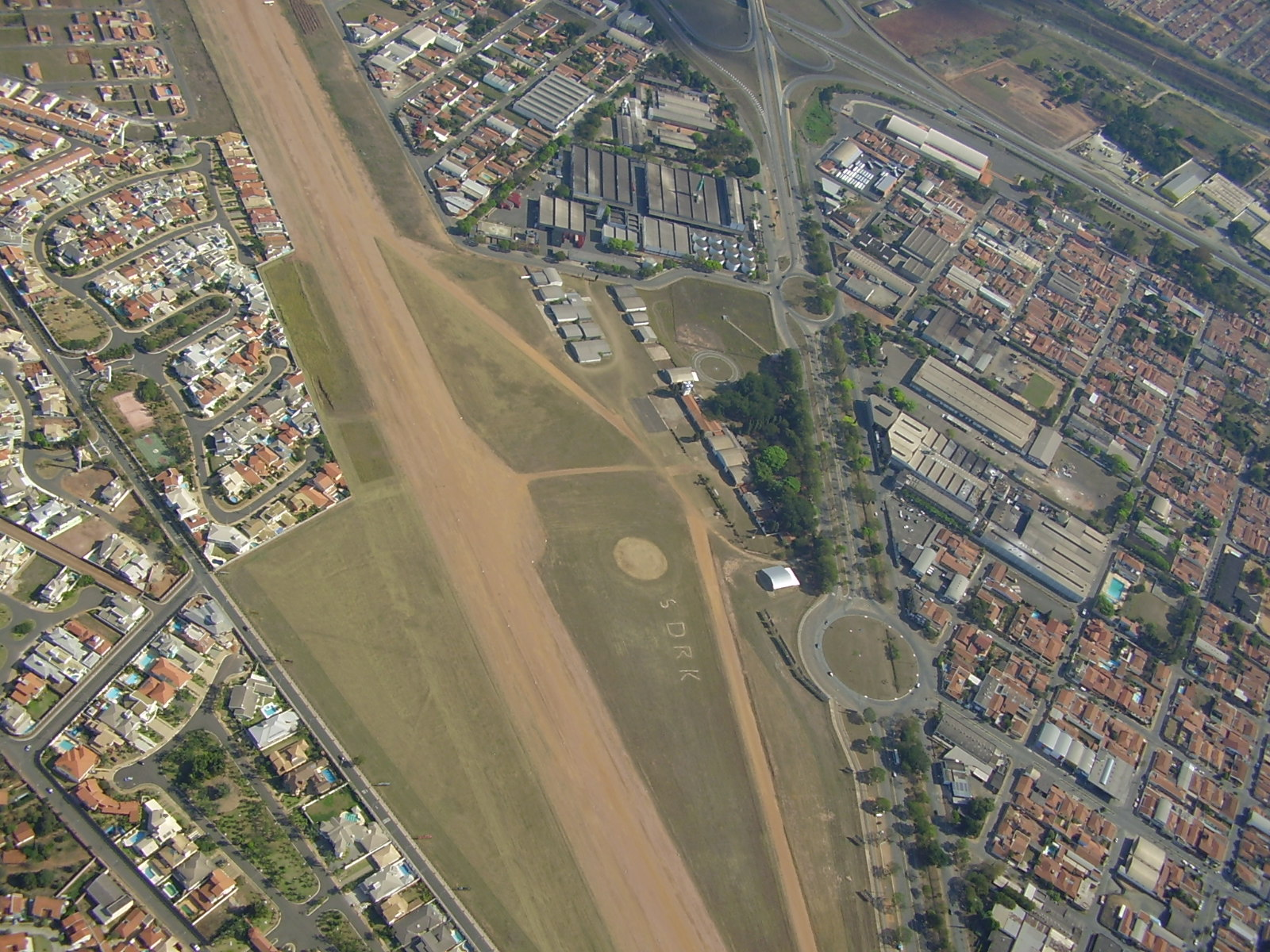
Aeroclube de Rio Claro

Em 2009, Rio Claro possuía uma frota estimada em 115 mil veículos, divididos em 40 mil motocicletas, mais de 60 mil automóveis, além de caminhões. as bicicletas somam 150 mil. Em função de seu relevo propício, Rio Claro é uma cidade com condições ideais para a prática do ciclismo, além do uso do transporte através de bicicletas. Rio Claro possui ciclovias e ciclofaixas com pouco mais de 20 km conectando bairros ao Distrito Industrial, localizado na Avenida Brasil. Além dessa faixa, a principal avenida que dá acesso à cidade, Avenida Presidente Kennedy, também tem parte de sua via, protegida e reservada aos adeptos desse transporte. Por sua topografia privilegiada, possui uma das maiores frotas de bicicletas por habitante do país. É a segunda, depois de Joinville.[carece de fontes?]
O sistema de transporte por trólebus foi inaugurado na cidade de Rio Claro - SP, em 1986. Os veículos, num total de 10, foram adquiridos de segunda mão, vindos do sistema de São Paulo. Possuíam carroceria construída pela CMTC, chassi GMC-ODC e equipamento elétrico Siemens. Até 1992, cinco destes trólebus foram reconstruídos, com a recuperação das carrocerias e dos motores Siemens, além da adaptação de equipamentos Villares, do tipo eletropneumático. A construção e manutenção da rede elétrica e subestações ficou a cargo da CESP - Companhia Energética de São Paulo, totalizando 17,5 km de rede. Sua desativação ocorreu em 1993, após a privatização do sistema de transportes da cidade.
O Município é atendido pela linha tronco da América Latina Logística (ALL), que interliga Rio Claro a São Paulo (Estação da Luz); os entroncamentos a partir de Itirapina seguem a Oeste do Estado (Panorama) e Noroeste (São Carlos e São José do Rio Preto). O tradicional "Aeroclube de Rio Claro", fundado em 14 de Abril de 1939, tendo sua primeira turma de pilotos brevetados nesse mesmo ano. Destaca-se pelas belas festas aviatórias promovidas próximas ao aniversário de fundação da cidade.

#### Rodovias

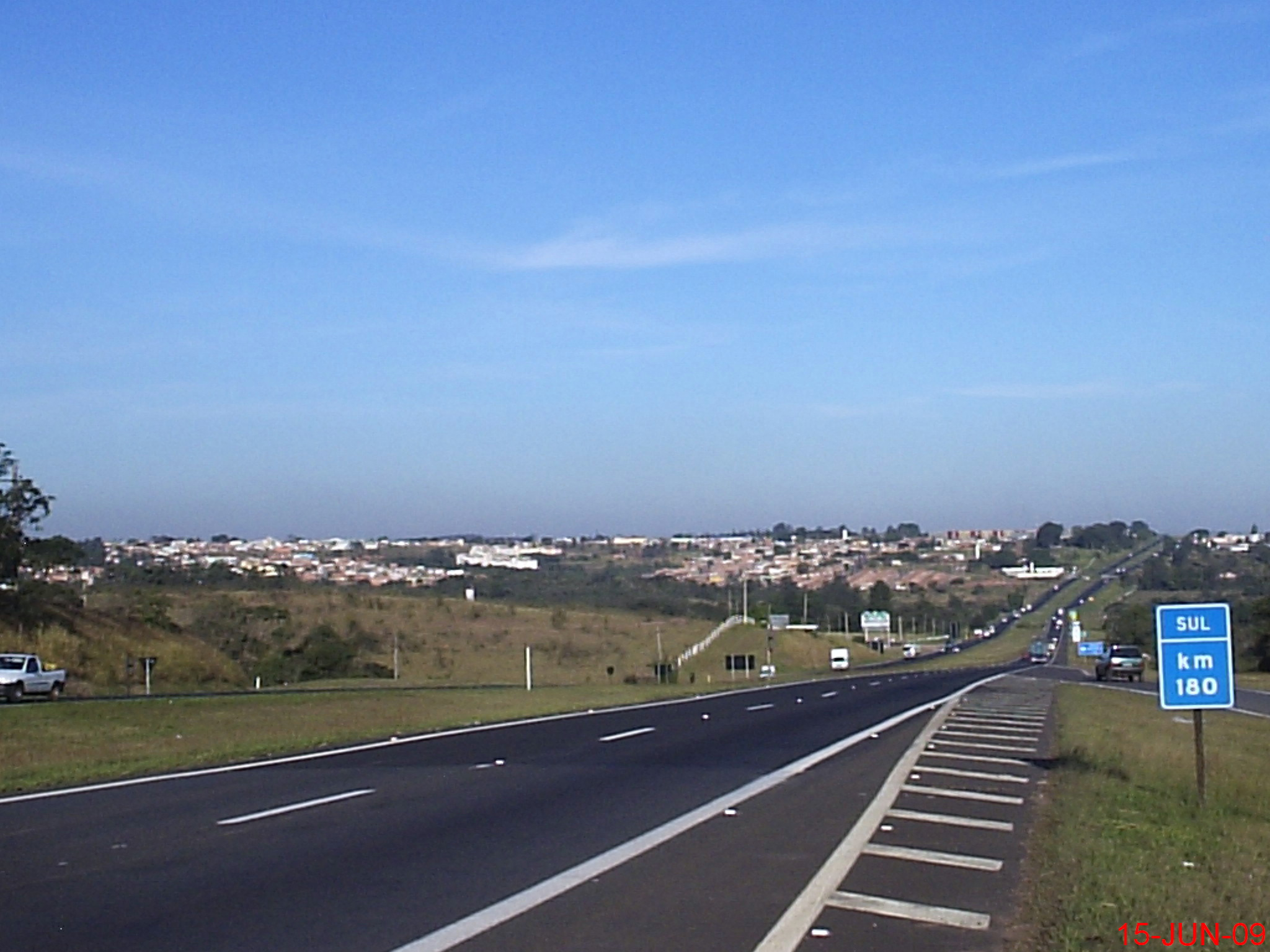
A cidade vista da Rodovia Washington Luís

- SP-127 - Rodovia Fausto Santomauro (interliga Rio Claro a Piracicaba, pista dupla. Na sequência estão Tietê, Tatuí, Itapetininga e região sul do Estado);
- SP-191 - Rodovia Wilson Finardi (interliga Rio Claro a Araras com entroncamento para Via Anhanguera a 23 km, dando acesso à região de Ribeirão Preto. A sudoeste Ipeúna, Charqueada e São Pedro);
- SP-310 - Washington Luís rodovia de maior importância para o município; pista dupla. Faz ligação com o sistema Anhanguera-Bandeirantes no sentido capital, ligando também a noroeste com São Carlos, Araraquara e São José do Rio Preto;
- SP-316 - Rodovia Constante Peruchi (interliga Rio Claro a Santa Gertrudes e Cordeirópolis).

#### Ferrovias
- Linha Tronco da antiga Companhia Paulista de Estradas de Ferro.[46]
- Variante Santa Gertrudes-Itirapina da antiga Fepasa.[47]

### Educação

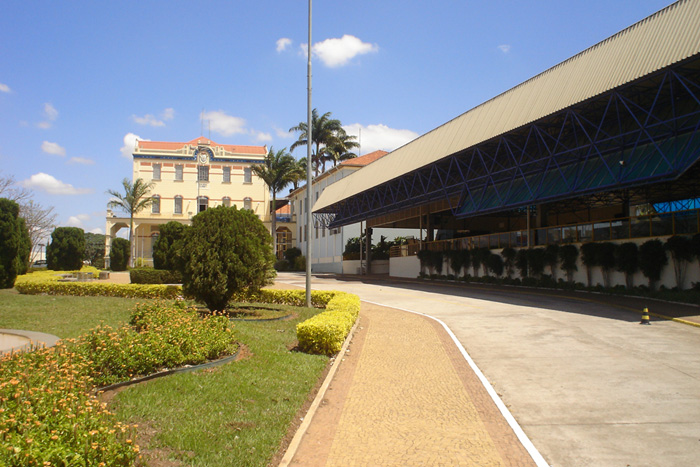
Claretiano - Centro Universitário

Possui também escolas e centros de educação infantil mantidos pela prefeitura, escolas estaduais e particulares, escolas profissionalizantes e unidades do SESI, SENAI, SENAC, SEST/SENAT, ETEC - Centro Paula Souza, com cursos extensivos e profissionalizantes. Além da Guarda Mirim de Rio Claro - desde 1961 - que encaminha jovens e adolescentes ao mercado de trabalho, após participarem do curso pré-profissionalizante (CPP).
Entre as escolas particulares, destacam-se o Colégio Puríssimo Coração de Maria, o Colégio Koelle, o Colégio Claretiano, Colégio Objetivo, o Colégio COC, Centro Educacional SESI e o Colégio Além. Entre as escolas públicas, destaque para a Escola Municipal Agrícola "Engenheiro Rubens Foot Guimarães", única escola na zona rural da cidade, que atende crianças da 1.ª a 8.ª série.
Rio Claro possui a Universidade Estadual Paulista Júlio de Mesquita Filho (UNESP), com amplo campus universitário e diversos laboratórios de pesquisas. A instituição oferece vários cursos em dois institutos, a saber: o Instituto de Biociências  e o de Geociências. Entre as faculdades particulares, estão: Claretianas, Anhanguera e ASSER. A cidade conta também com o polo da Universidade Virtual do Estado de São Paulo (Univesp).

### Saúde
Indicadores:
- IDH-M Longevidade: 0,862 (2010)
- Expectativa de vida: 71,34 anos (2000)
- Taxas de Mortalidade Infantil: 16,90 (de 1.000 nascidos vivos) (2011)
- Taxa de Mortalidade Geral: 6,76 (de mil habitantes) (2003)

- 5 hospitais
- Maternidades
- 7 unidades básicas de saúde
- 2 centros de saúde
- Pronto-socorros
- Centro de vigilância sanitária
- Centro de vigilância epidemiológica
- Centro de Zoonoses
- Centro de habilitação infantil
- AME (UNICAMP)
- Saúde do trabalhador
- Programas específicos para o DST/AIDS
- SAMU

### Segurança pública e criminalidade
- Homicídio doloso: 14,39 (por 100 000 habitantes)
- Furto: 1 258,23 (por 100 000 habitantes)
- Roubo: 655,17 (por 100 000 habitantes)
- Furto/Roubo de veículos: 566,33 (por 100 000 habitantes)

Fonte: Secretaria de Estado da Segurança Pública de São Paulo - 2016

## Cultura e lazer

### Patrimônio Cultural

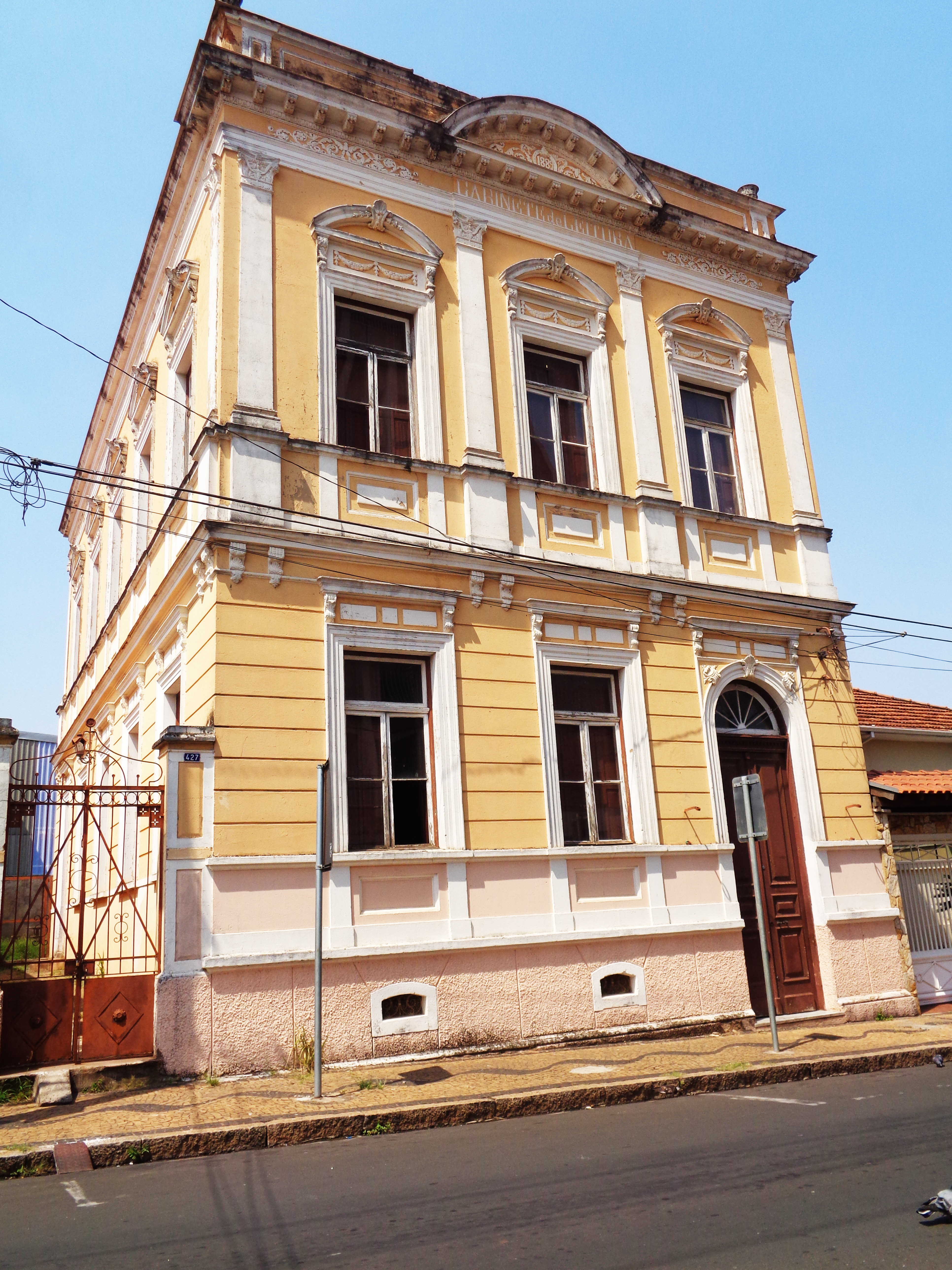
Gabinete de Leitura de Rio Claro

Muitos sítios arqueológicos líticos associados aos primeiros habitantes do Estado de São Paulo foram encontrados nas regiões que pertencem hoje a Rio Claro e, principalmente, à Ipeúna, pelos pesquisadores Manuel Pereira de Godoy (1946), Fernando Altenfelder Silva (1959), Maria Beltrão (1964) e Tom Oliver Miller Junior (1965). Dada a abundância de artefatos nesses locais, muitos deles podiam ser encontrados facilmente no solo antes mesmo do início das pesquisas profissionais. Um dos sítios arqueológicos mais importantes do Estado de São Paulo — o Sítio Alice Boer, na antiga fazenda Serra D'Água, próximo ao encontro dos rios Cabeça e Passa-Cinco, na divisa do município de Ipeúna com o de Rio Claro — encontra-se naquela área. E a maior concentração de sítios arqueológicos líticos catalogados especificamente no município de Rio Claro está no distrito de Assistência.
A ocupação posterior pelos povos tupis-guaranis deixou como legado os sítios arqueológicos cerâmicos da Tradição Tupiguarani, que pelo estilo dos artefatos neles encontrados, indica que Rio Claro seria uma área periférica da ocupação tupi-guarani se comparada a outras, como a de Piracicaba. Os principais trabalhos versando sobre tradições ceramistas tupiguarani em Rio Claro foram os de Manuel Pereira de Godoy (1946) e de Fernando Altenfelder Silva (1967 e 1968). Alguns desses sítios foram até mesmo encontrados em áreas urbanas, como no bairro Vila Paulista..
Um testamento da ocupação de outros povos na região, possivelmente contemporâneos aos tupis-guaranis, foram os sítios arqueológicos cerâmicos da Tradição Taquara-Itararé, como o encontrado na região do Horto de Camaquã por Tom Oliver Miller Junior (1972). Esse sítio é considerado um dos mais setentrionais do gênero já encontrados no Estado de São Paulo

### Esportes
A cidade possui dois clubes no cenário do futebol estadual: Rio Claro Futebol Clube e o Velo Clube. Nas demais modalidades, destaque para o Rio Claro Basquete que durante o final da década de 1980 e meados dos anos 1990 conquistou títulos estaduais, nacionais e internacionais. Em 2014, foi sede do Campeonato Brasileiro de Balonismo e do Campeonato Mundial de Balonismo.

## Pessoas ilustres
- Paulistas de Rio Claro

## Religião
| Religião                                           | População residente | Percentual |
| -------------------------------------------------- | ------------------- | ---------- |
| Católica Apostólica Romana                         | 109 396             | 58,73%     |
| Católica Apostólica Brasileira                     | 504                 | 0,27%      |
| Católica Ortodoxa                                  | 40                  | 0,02%      |
| Anglicana/Episcopal                                | 55                  | 0,04%      |
| Evangélicas                                        | 52 799              | 28,35%     |
| Outras religiosidades cristãs                      | 1 939               | 1,04%      |
| Igreja de Jesus Cristo dos Santos dos Últimos Dias | 345                 | 0,19%      |
| Testemunhas de Jeová                               | 3 125               | 1,68%      |
| Espiritualista                                     | 54                  | 0,03%      |
| Espírita                                           | 4 312               | 2,31%      |
| Umbanda e Candomblé                                | 611                 | 0,33%      |
| Judaísmo                                           | 38                  | 0,02%      |
| Budismo                                            | 173                 | 0,09%      |
| Novas religiões orientais                          | 558                 | 0,30%      |
| Tradições esotéricas                               | 49                  | 0,03%      |
| Tradições indígenas                                | 31                  | 0,02%      |
| Outras religiosidades                              | 14                  | 0,01%      |
| Sem religião                                       | 10 820              | 5,81%      |
| Não determinada e multiplo pertencimento           | 1 399               | 0,75%      |
| Não sabe                                           | 46                  | 0,02%      |

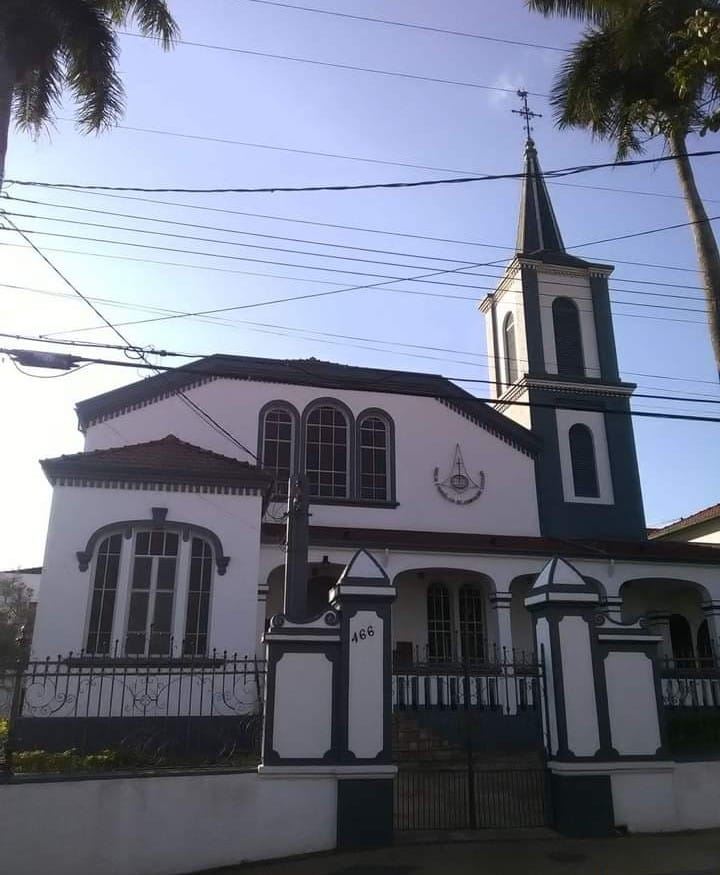
Paróquia Evangélica de Confissão Luterana de Rio Claro.

Fonte: IBGE - Censo Demográfico 2010
O Cristianismo se faz presente na cidade da seguinte forma:

### Igreja Católica
O município pertencente à Diocese de Piracicaba. A Região Pastoral de Rio Claro compreende 10 paróquias e uma quase-paróquia no município: Bom Jesus; Espírito Santo; Imaculado Coração de Maria; Nossa Senhora Aparecida; Nossa Senhora da Saúde; Sant'Ana; Santa Cruz; São Francisco de Assis; São João Batista; São José Operário; Quase-Paróquia Santo Antônio (Ajapi).

### Igrejas Evangélicas
Entre as igrejas protestantes históricas, pentecostais e neopentecostais, encontram-se na cidade:
- Assembleia de Deus Ministério do Belém.[58][59]
- Congregação Cristã no Brasil.[60]
- Igreja do Evangelho Quadrangular.[61]
- Igreja Batista.[62]
- Paróquia Evangélica de Confissão Luterana - inaugurada em 9 de março de 1884, foi a primeira Igreja Alemã do estado de São Paulo.[63]